# Acaxee

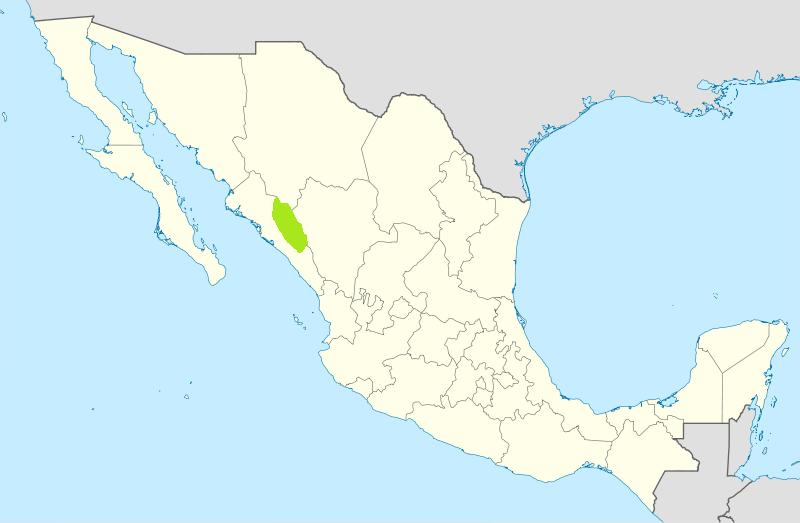
Siedlungsgebiet der Acaxee in Mexiko

Die Acaxee waren eine Gruppe eng verwandter indigener Völker der Sierra Madre Occidental im Osten von Sinaloa und Nordwesten Durango im heutigen Nordwesten Mexikos, die sich im Lauf der Zeit auf Grund von Epidemien und Kriegen zu einem Volk zusammenschlossen. Kulturell werden sie auf Grund ihrer Siedlungsweise in mehreren verstreut liegenden rancherías, wie viele benachbarte Stämme auch, zu den sogenannten Ranchería-Stämmen gezählt.

## Leben
Sie lebten in der Sierra Madre Occidental in rancherías (Siedlungen) verstreut in Schluchten und Canyons. Zusammen mit den benachbarten Xiximes, Pacaxee und Tahue waren die Acaxees Ackerbauer und Sammler. Zwischen den Axacee und den nördlich lebenden Tarahumara (Rarámuri), den ebenfalls Cahita-sprachigen Yaqui und Mayo sowie den im Osten lebenden Tepehuán sowie den oben genannten Gruppen kam es immer wieder zu Kriegen und Konflikten; wobei von Jesuiten berichtet wurde, dass die Axacee an getöteten Feinden rituellen Kannibalismus verübten, um deren Kräfte zu übernehmen. 1601 unternahmen sie einen Aufstand gegen die spanische Kolonisation, der blutig unterdrückt wurde. 1611 und 1616 beteiligten sie sich nochmals an der Xixime-Rebellion sowie an der Tepehuán-Rebellion.

## Gruppen der Acaxee
- eigentliche Acaxee
- Papudo

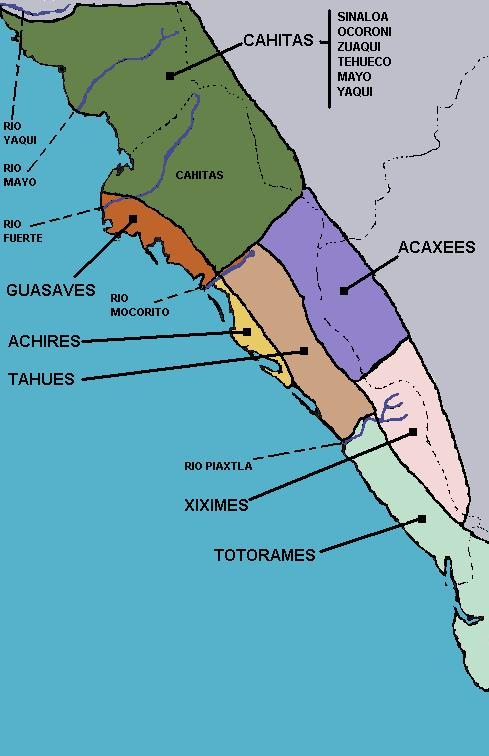
Stammesterritorien indigener Gruppen in Sinaloa in vorspanischer Zeit

- Tebaca (entlang des Río Culiacán, Sonora)
- Tecaya
- Sabaibo oder Sobaibo (entlang des Río San Lorenzo, Sonora)

## Sprache
Ihre Sprache, das Acaxee (Aiage), umfasste mehrere Dialekte, wie das Tebaca und Sabaibo, und ist eng verwandt mit Tahue sowie vermutlich mit dem Xixime (Jijime). Es gehörte zum Cahita-Zweig der Taracahitic-Sprachen (Taracahita or Taracahitan), die zum Südlichen Zweig der uto-aztekischen Sprachfamilie gehören.